# نویی- کریمولوا
نویی کریمولوا(به فرانسوی: Neuilly-Crimolois) یک کمون جدید فرانسه متعلق به متروپل دیژون است که در ۲۸ فوریه ۲۰۱۹ از ادغام کمون نویی-ل-دیژن و کریملوا تشکیل شده است. نویی کریمولوا در بخش کوت دور در ناحیه
بورگونی-فرانش-کنته واقع شده است.